# Graham Kavanagh
Graham Anthony Kavanagh (Dublín, Irlanda, 2 de diciembre de 1973), es un futbolista irlandés, se desempeña como centrocampista y actualmente ejerce en el Carlisle United de jugador-entrenador.

## Clubes
| Club                | País       | Año         |
| ------------------- | ---------- | ----------- |
| Home Farm FC        | Irlanda    | 1990 - 1991 |
| Middlesbrough FC    | Inglaterra | 1991 - 1996 |
| Stoke City FC       | Inglaterra | 1996 - 2001 |
| Cardiff City FC     | Gales      | 2001 - 2005 |
| Wigan Athletic      | Inglaterra | 2005 - 2006 |
| Sunderland AFC      | Inglaterra | 2006 - 2007 |
| Sheffield Wednesday | Inglaterra | 2007        |
| Sunderland AFC      | Inglaterra | 2007 - 2008 |
| Sheffield Wednesday | Inglaterra | 2008        |
| Carlisle United     | Inglaterra | 2008 -      |